# Cestus Dei
Cestus Dei è un romanzo di fantascienza del 1983 dello scrittore statunitense John Maddox Roberts.

## Trama
Quarto Millennio dell'era cristiana. Il sistema Flaviano, recentemente riscoperto, pone un grave problema all'Organizzazione delle Fedi Unite (OFU): i discendenti dei coloni terrestri che hanno popolato le decine di pianeti di quel sistema, nel lungo periodo di separazione con il resto della civiltà terrestre sono regrediti al paganesimo ed hanno anche messo in pratica la produzione dei senzanima, vale a dire umanoidi ed altre umano-strutture.
Nel Terzo Millennio gli uomini hanno colonizzato le galassie, mentre le grandi religioni vivevano un periodo di grande rinascita, favorita anche dalle immense ricchezze che i fedeli dei diversi sistemi inviavano alle casse delle loro chiese. Le entità politiche tradizionali si sono dissolte, lasciando il potere in mano alle guide spirituali delle fedi principali che hanno creato la OFU per valutare i problemi politici e religiosi di interesse comune.
Nei primi anni del Quarto Millennio il sistema su cui si era retta l'umanità ha cominciato a disgregarsi, le religioni sono decadute in uno stato di corruzione, mentre i sistemi planetari più distanti, come il sistema Flaviano, hanno via via perso i contatti con la loro fede di riferimento.
A partire dall'anno 3520 comincia la rinascita della chiesa di Roma, quando viene eletto papa Leone XXX, ed il risultato dell'azione della chiesa rinnovata è stata la riscoperta dei sistemi che si erano distaccati. Anche le altre grandi religioni, in particolare l'islam e l'ebraismo, seguendo l'esempio della chiesa cristiana, si sono rinnovate ed hanno intrapreso la strada del recupero dei sistemi separati.
Padre Miles di Durga, gesuita, viene prescelto dal papa Innocenzo LXXII per una missione nel sistema Flaviano che prepari la strada alle forze della  Chiesa militante che dovranno riportare il sistema sotto il controllo di Roma. Poiché il sistema non è più realmente cristiano, esiste il rischio che le forze delle altre fedi invadano il sistema e ne assumano il controllo. Padre Miles, accompagnato dal frate francescano Jeremiah, giunge ad Augusta, città principale del pianeta Charun, dove è al potere Ilya VII, console di Charun ed autocrate del sistema Flaviano. La popolazione di Charun è semianalfabeta, totalmente disinteressata alla politica e dedita al gioco d'azzardo ed ai cruenti spettacoli dei gladiatori.

## Edizioni
- John Maddox Roberts, Cestus Dei, traduzione di Anna Maria Cossiga, collana Urania, n. 1084, Mondadori, 1988,  p. 191.